# 石岡千加史
石岡 千加史（いしおか ちかし、1958年7月17日 - ）は、日本の医者であり、東北大学医学部の教授である。

## プロフィール
仙台市生まれ。1984年に東北大学医学部を卒業後、仙台厚生病院消化器科に勤務しながら同時に東北大学大学院医学研究科博士課程に進学し1988年に修了（医学博士）。その後、市中病院勤務を経て、1990年から東北大学抗酸菌病研究所臨床癌化学療法研究部門の助手として研究と診療に従事。1992年から1994年米国マサチューセッツ総合病院ならびにハーバード大学（研究員）。帰国後、東北大学加齢医学研究所癌化学療法研究分野の助手、講師、助教授に昇進し、2003年から同分野教授（2010年から臨床腫瘍学分野に名称変更、2020年から医学系研究科に分野移転）。同時に東北大学病院腫瘍内科・科長に着任。2004年から現在まで東北大学病院化学療法センター長、2011年から現在まで東北がんプロ統括コーディネーター、2011年から2023年まで東北大学病院がんセンター長、2012年から2023年まで東北大学大学院医学系研究科地域がん医療推進センター長、2015年から現在まで東北大学病院副病院長、2017年から現在まで東北大学病院個別化医療センター長をそれぞれ兼務。
専門は、腫瘍内科学（がん薬物療法専門医）で、現在、新規抗がん薬の創薬、がんゲノム医療、がん治療のバイオマーカーの探索ならびに開発研究に取り組んでいる。教育面では、腫瘍内科医の育成に長年注力し多くの腫瘍内科医を医療機関に輩出した。また、がん医療水準の向上のためにがん医療従事者の養成、市民啓発等の活動を展開している。このほか、国や県の審議会等を通じて、長年、日本のがん対策に力を入れている。最近では、がん対策推進協議会、今後のがん研究のあり方に関する有識者会議、がんゲノム医療推進コンソーシアム運営会議、患者申出療養に係る検討委員会、宮城県がん対策推進協議会、宮城県立病院機構評価委員会、公益財団法人：がん研究会（理事）、がん集学的治療研究財団（評議員）、宮城県医師会（代議員）、中外創薬科学財団（IAAOアドバイザリーボード）、ほか社会的な活動を通じてがん際策に取り組んでいる。また、American Society of Clinical Oncology (ASCO)やEuropean Society of Medical Oncology (ESMO)の委員会委員としてアジア・オセアニア地域でのがん医療の普及やがん研究の発展に協力する活動を行っている。

## 来歴
1984年東北大学医学部を卒業する。
東北大学大学院医学系研究科・医学部臨床腫瘍学分野教授(兼任)センター長、東北大学病院腫瘍内科 科長、東北大学病院がんセンター センター長、東北大学病院個別化医療センター センター長、東北大学病院 副病院長（研究担当）を歴任。

### 経歴
- 昭和59年3月　東北大学医学部　卒業
- 昭和63年3月　東北大学大学院医学研究科博士課程（内科学専攻）修了
- 昭和59年5月　仙台厚生病院消化器科・診療医
- 昭和63年6月　東北大学抗酸菌病研究所付属病院化学療法科・医員
- 平成3年12月　東北大学抗酸菌病研究所臨床癌化学療法研究部門・助手
- 平成4年10月　Research Fellow in Medicine at Harvard University /　Research Fellow in Medicine at Massachusetts General Hospital (MGH) Division of Molecular Genetics（PI: Dr. Stephen H Friend）, MGH Cancer Center
- 平成 6年9月　東北大学加齢医学研究所癌化学療法研究分野・助手
- 平成 7年4月　同・講師
- 平成 9年1月　同・助教授
- 平成15年6月　同・教授（平成23年4月に分野名を「臨床腫瘍学分野」に変更）
- 平成15年6月～　東北大学医学部附属病院（同年10月から東北大学病院）腫瘍内科・科長兼務
- 平成16年6月～　東北大学病院化学療法センター・センター長兼務
- 平成23年4月　東北がんプロフェッショナル養成プラン・統括コーディネーター
- 平成24年4月　東北大学病院がんセンター・センター長兼務（令和5年3月まで）
- 平成24年4月　東北がんプロフェッショナル養成推進プラン・統括コーディネーター
- 平成25年4月～　東北大学大学院医学系研究科地域がん医療推進センター長兼務 （令和5年3月まで）
- 平成27年4月～　東北大学病院・副病院長（研究担当）兼務
- 平成29年4月　東北次世代がんプロ養成プラン・統括コーディネーター
- 平成29年4月～　東北大学病院個別化医療センター・センター長兼務
- 令和2年6月～　東北大学大学院医学系研究科臨床腫瘍学分野・教授（配置換え）
- 令和5年7月～　東北広域次世代がんプロ養成プラン・統括コーディネーター

### 主な学会活動
- 日本医学会（分科会委員、利益相反委員会・委員、COI管理ガイドライン改定委員、元医学用語委員会委員）
- 日本内科学会（評議員、東北地方会評議員、学術集会運営委員、第120回～第122回講演会プログラム委員）
- 日本臨床腫瘍学会（理事長2019年7月～2024年2月、将来構想委員長、指名委員長、賞等選考委員、2013年第11回学術集会長、元学術,教育,国際委員会・委員長）
- 日本癌治療学会（代議員、元理事・2期、元教育,がん診療ガイドライン委員会・委員長、元医療ネットワークナビゲーター）
- 日本癌学会（評議員、倫理委員会委員長、元理事・1期）
- American Association for Cancer Research (AACR), active member
- American Society of Clinical Oncology (ASCO), active member
- European Society of Medical Oncology (ESMO), active member

### 主な社会活動
- 内閣府・厚生労働省・文部科学省・経済産業省 今後のがん研究の在り方に関する有識者会議・委員（2023年～）
- 厚生労働省 がん対策推進協議会・委員(2020年～)
- 厚生労働省 がんゲノム医療推進コンソーシアム運営会議・委員(2020年～)
- 厚生労働省 患者申出療養に係る検討委員会・委員(2020年～)
- 宮城県がん対策推進協議会・委員（2009～、2019年～会長）
- 宮城県がん診療連携協議会・委員(2009年～2023年化学療法部会長、2012、2015、2016および2020年 副会長、2013、2014、2017、2018、2021および2022年 会長)、がん診療提供体制検討委員会委員前会長
- 宮城県／（地独）宮城県立病院機構評価委員会・委員（2018年～）
- 特定非営利活動法人 東北臨床腫瘍研究会（T-CORE）・代表理事（2005年設立、2007年NPO法人化）
- 公益財団法人 がん集学的治療研究財団・評議員
- 公益財団法人 がん研究会・理事（2023年～）
- 一般財団法人 仙台厚生会仙台厚生病院・顧問（2021年～）

### 診断
遺伝子診断、分子診断

## 論文
- 石岡千加史